# Henryka Staniewicz
Henryka Staniewicz (ur. 1812 w guberni mińskiej) – polska działaczka narodowa i oświatowa, ziemianka, zesłaniec. Matka Marii Staniewicz.
Henryka Staniewicz z Rogowskich urodziła się w 1812 w guberni mińskiej. W Mińsku wraz z córką Marią prowadziła tajną polską szkołę i działalność konspiracyjną. Jej dom w Mińsku był miejscem prac organizacyjnych i narad powstańczych. Wyprzedawała swój majątek i materialnie wspierała walkę powstańczą. Dom był pod obserwacją carskiej policji. Została aresztowana z córką i zamknięta na trzy miesiące w mińskim więzieniu. Wyrokiem sądu polowego z dnia 9 maja 1864 wraz córką Marią została skazana za dopuszczenie dzieci do udziału w powstaniu i przechowywanie zabronionych utworów na dożywotnie zesłanie do guberni permskiej. Córkę celowo zesłano do innej guberni. Maria  zmarła w czasie podróży na miejsce zesłania.
W czasie powstania styczniowego jej bracia Stanisław i Bronisław Rogowscy i synowie Aleksander, Kazimierz i Henryk Staniewiczowie walczyli w oddziałach powstańczych. Za udział w powstaniu synowie Aleksander i Henryk zostali skazani na zesłanie na Sybir, Kazimierz uciekł do Szwecji i dopiero po wielu latach wrócił do kraju.
Henryka Staniewicz zmarła w Solikamsku ,wkrótce po wiadomości o śmierci córki .
Fragment z książki Marii Bruchnalskiej „Ciche bohaterki: udział kobiet w powstaniu styczniowym”
„… W parę tygodni doniósł zrozpaczonej matce, że jej córka,
ta duma i chluba całego rodu, ta ofiarna siostra wielkiej polskiej rodziny,
zmarła w Permie. Pochował ją zacny kapłan i krzyż postawił na cmentarzu
katolickim. Wieści te zabiły p. Staniewiczową w Solikamsku. Obie pracownice
dla polskiej sprawy legły jedna w głębi Rosji — druga we wrogim
Sybirze i tam jeszcze potworną wolą ukazów, rozdzielone od siebie. Carska
niełaska dosięgała i w grobie gorące patrjotki!…